# Галонзкі-Мале
Галонзкі-Мале (пол. Gałązki Małe) — село в Польщі, у гміні Нове Скальмежице Островського повіту Великопольського воєводства.
Населення — 129 осіб (2011).

## Демографія
Демографічна структура станом на 31 березня 2011 року:
|          | Загалом | Допрацездатний вік | Працездатний вік | Постпрацездатний вік |
| -------- | ------- | ------------------ | ---------------- | -------------------- |
| Чоловіки | 65      | 14                 | 43               | 8                    |
| Жінки    | 64      | 19                 | 33               | 12                   |
| Разом    | 129     | 33                 | 76               | 20                   |